# Claudius Pyrrhus
Claudius Pyrrhus (sein Praenomen ist nicht bekannt) war ein im 2. und 3. Jahrhundert n. Chr. lebender Angehöriger des römischen Ritterstandes (Eques).
Durch eine Inschrift auf einem Meilenstein (Miliarium) ist belegt, dass Pyrrhus während der Regierungszeit von Macrinus (217–218) Statthalter (Procurator) in der Provinz Mauretania Caesariensis war. Wahrscheinlich ist sein Name auch auf drei weiteren Meilensteinen aufgeführt, deren Inschriften nur unvollständig erhalten sind.

## Datierung
Die Inschrift aus Ouled Mansour wird bei der Epigraphik-Datenbank Clauss-Slaby auf 217/218 datiert. Laut Zheira Kasdi, Souad Slimani kann die Inschrift durch die Bezeichnung des Sohnes von Macrinus, Diadumenianus, als nobilissimus Caesar princeps iuvuentutis auf den Zeitraum zwischen dem Mai 217 und dem Mai 218 datiert werden.